# میتلزین
میتلزین (به آلمانی: Mittelsinn) یک شهر در آلمان است که در ماین-اشپسارت واقع شده‌است.